# 12494 Doughamilton
12494 Doughamilton eller 1998 DH11 är en asteroid i huvudbältet som upptäcktes den 25 februari 1998 av NEAT vid Haleakalā-observatoriet. Den är uppkallad efter Douglas P. Hamilton.
Den tillhör asteroidgruppen Hungaria.